# Arnoldstein
Arnoldstein (szlovénül Podklošter) osztrák mezőváros Karintia Villachvidéki járásában. 2016 januárjában 7031 lakosa volt. 

## Elhelyezkedése

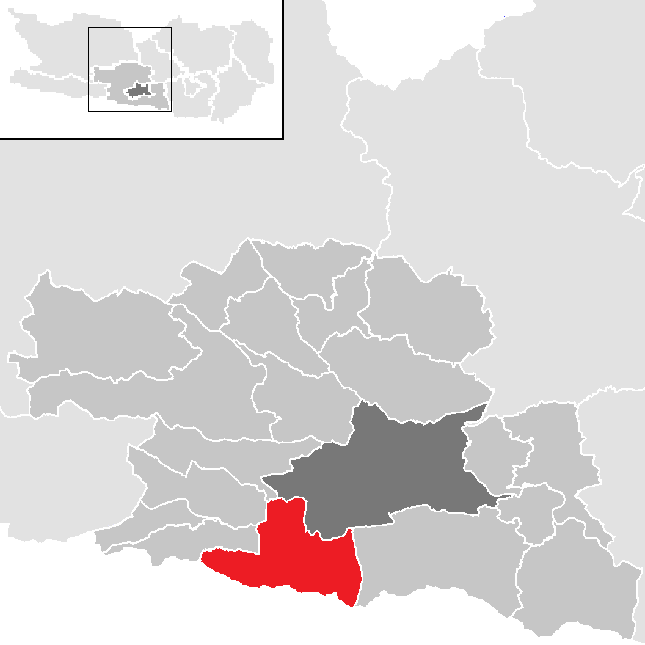
Arnoldstein a Villachvidéki járásban

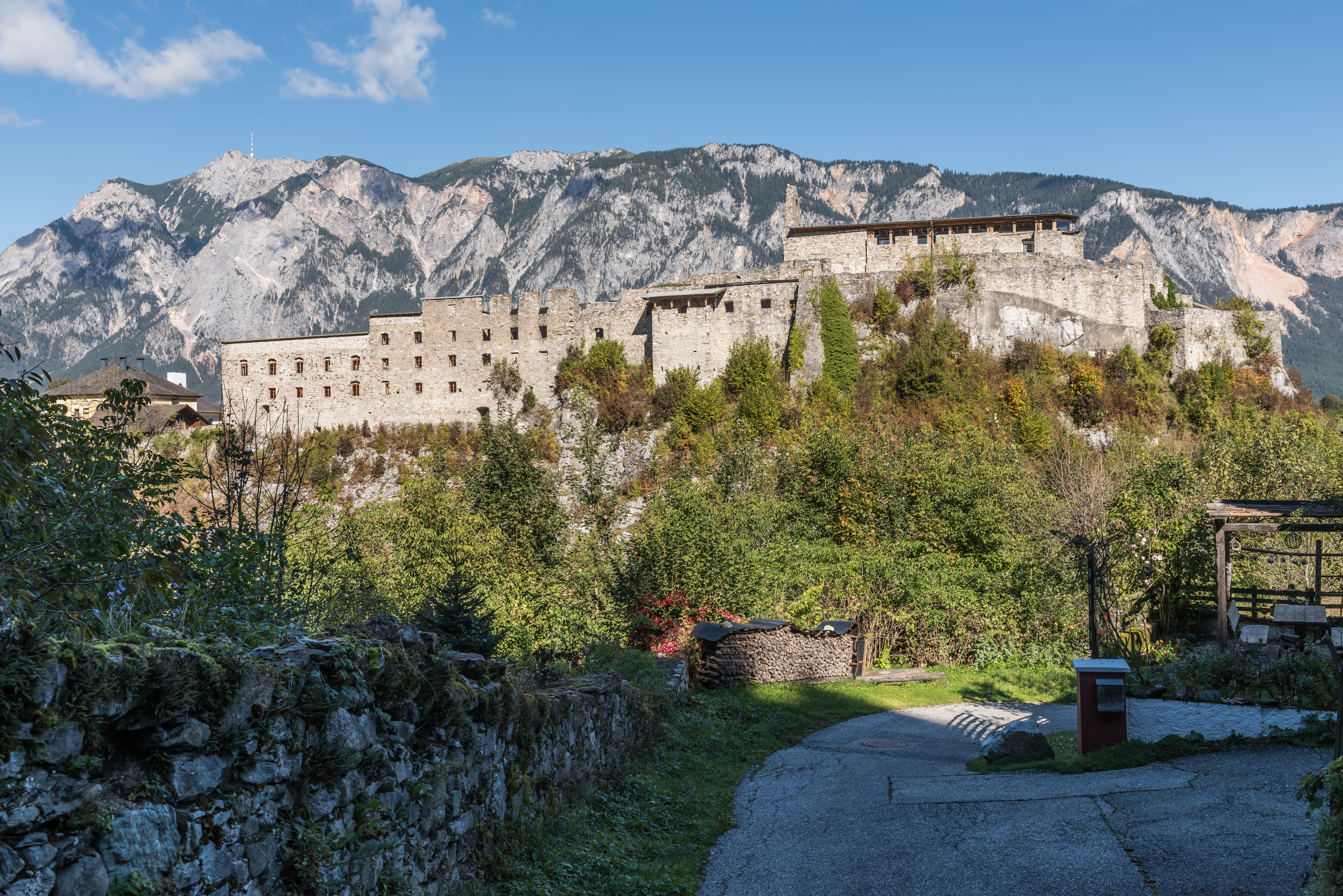
Az arnoldsteini kolostor romjai

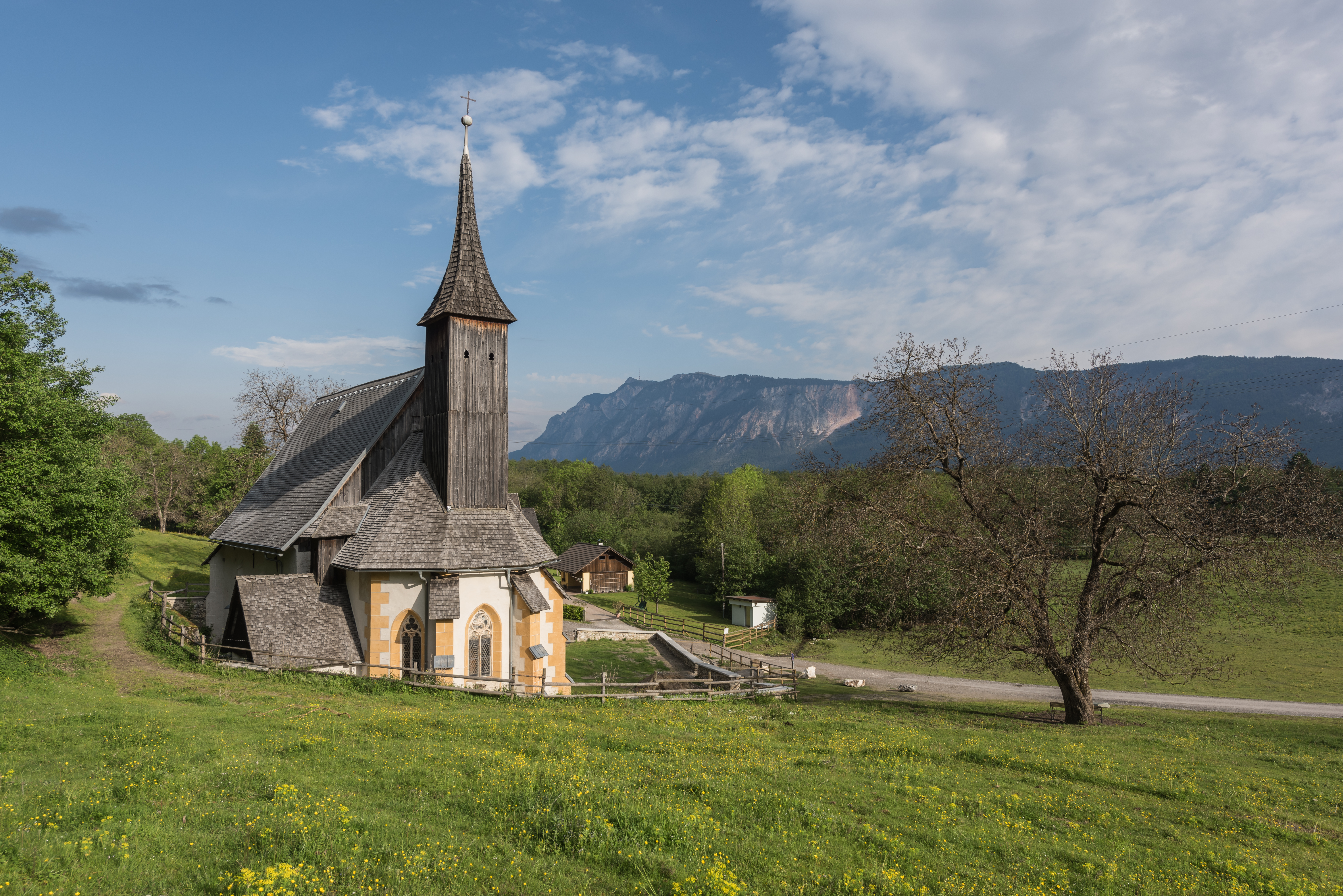
A radendorfi templom

Arnoldstein Karintia déli részén fekszik, a Karavankák és a Karni-Alpok hegyei között, közvetlenül az osztrák-olasz-szlovén hármashatárnál. Az önkormányzat 21 falut és egyéb települést fog össze: Agoritschach (57 lakos), Arnoldstein (2025), Erlendorf (414), Gailitz (1051), Greuth (16), Hart (241), Krainberg (3), Krainegg (4), Lind (116), Maglern (291), Neuhaus an der Gail (278), Oberthörl (59), Pessendellach (59), Pöckau (678), Radendorf (185), Riegersdorf (501), St. Leonhard bei Siebenbrünn (261), Seltschach (410), Thörl-Maglern-Greuth (9), Tschau (106), Unterthörl (236).
A környező települések: nyugatra Hohenthurn és Nötsch im Gailtal, északnyugatra Bad Bleiberg, északkeletre Villach, keletre Finkenstein am Faaker See, délre Kranjska Gora (Szlovénia), délnyugatra Tarvisio (Olaszország).

## Története
Arnoldstein területe már az ókorban is lakott volt; erről tanúskodnak a Gailitz folyó mentén húzódó, Aquileiából Virunumba vezető római út maradványai.
A város neve feltehetően a várkolostor alapítójától származik. A meredek szirtre épült vár a 11. században épült és előbb az aquileiai partiarchátus, majd 1014 után a bambergi püspökség tulajdonában volt. Bambergi Ottó püspök 1106/07-ben kolostort alapított a várban, amely egészen 1783-ig fennállt, míg II. József meg nem szüntette. 1883-ban a tetőzete leégett, ma már csak szabadtéri múzeummá átalakított romjai láthatóak. 
A kolostor szolgái a hegy alatt, az Itáliába vezető út mentén éltek egy faluban. A települést először 1376-ban említik és 1500 körül már mezővárosként utalnak rá. A 16. században azonban falusorba süllyedt vissza. 
A 15. században a Fuggerek egy ólomérc-kohót létesítettek Arnoldsteinben. 1797-ben a szomszédos Gailitzban épült egy ólom-oxid feldolgozómű, amely később rozsdásodásgátló festéket és ólomsöréteket is gyártott. 1882-ben a Bleiberger Bergwerks Union épített ólomművet, amelyből mára csak a 100 m magas kémény maradt. 
Arnoldstein önkormányzata 1850-ben jött létre. A mezővárosi státuszt 1930-ban kapta meg. 

## Lakosság
Az arnoldsteini önkormányzat területén 2016 januárjában 7031 fő élt, ami növekedést jelent a 2001-es 6832 lakoshoz képest. Akkor a helybeliek 91,9%-a volt osztrák, 2,9% boszniai, 1,5% német állampolgár. 76,3% római katolikusnak, 9,8% evangélikusnak, 3,5% muszlimnak, 7,6% pedig felekezet nélkülinek vallotta magát. 
2016 januárjában a lakosok 14,3%-a született Ausztrián kívül és 12,4%-nak nem volt osztrák állampolgársága. 

## Látnivalók

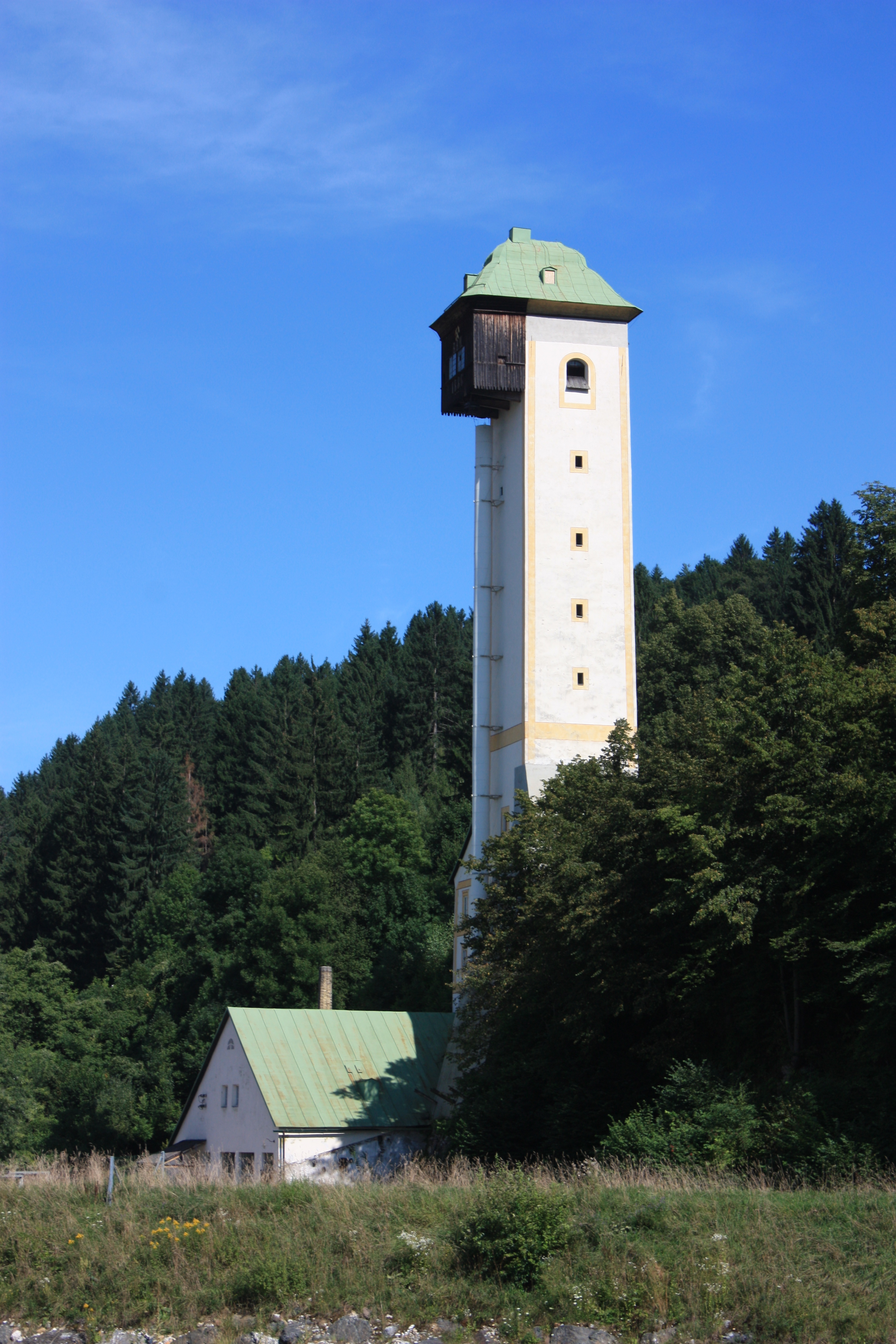
A söréttorony

- az arnoldsteini bencés kolostor romjai
- a Fuggerau 25 m magas, 1814-ben épült söréttornya. A sörétet úgy állították elő, hogy olvadt ólmot magasról leejtették és a gömböcskék hideg vízbe estek, ahol azonnal megdermedtek.
- a freskókkal díszített Szent Kereszt-kápolna
- a helytörténeti múzeum
- a thörl-maglerni Szt. András-templom Villachi Tamás 15-16. századi freskóival
- Pöckau temploma Villachi Tamás freskóival
- a radendorfi Mária-templom
- a pöckaui vízesés
- a wurzen-hágói bunkermúzeum
- Agoritschach evangélikus temploma

## Fordítás
- Ez a szócikk részben vagy egészben  az   Arnoldstein című német Wikipédia-szócikk ezen változatának fordításán alapul.  Az eredeti cikk szerkesztőit annak laptörténete sorolja fel. Ez a jelzés csupán a megfogalmazás eredetét és a szerzői jogokat jelzi, nem szolgál a cikkben szereplő információk forrásmegjelöléseként.